# بخش بکتاش
بخش بکتاش یکی از بخش‌های شهرستان میاندوآب در استان آذربایجان غربی ایران است. مرکز این بخش، شهر بکتاش است.

## تقسیمات کشوری
- بخش بکتاش
  - دهستان زرینه‌رود
  - دهستان مظفرآباد

شهر: بکتاش

## جمعیت
براساس سرشماری عمومی نفوس و مسکن در سال ۱۴۰۲، جمعیت بخش بکتاش برابر با ۸٫۵۰۰ نفر بوده‌است.